# Мацунага Тэйтоку
Мацунага Тэйтоку (яп. 松永 貞徳) (1571—1654, Киото) — поэт и писатель раннего периода эпохи Токугава, создатель школы хайку Тэймон. Настоящее имя Мацунага Кацугума, но также известен как Сё: юкэн (яп. 逍遊軒), Тё: дзумару (яп. 長頭丸).

## Биография
Мацунага Тэйтоку родился в Киото. Его отец был профессиональным поэтом и учителем рэнга. Тэйтоку получил прекрасное классическое образование. Он был дружен с видными учеными-филологами своего времени и, возможно, под их влиянием занялся широкой просветительской деятельностью. В 1620 году в своём доме он открыл школу хайку — Тэйтоку-ха. Кроме того, занимал должность секретаря (ю: хицу) при Тоётоми Хидэёси.
Творчество
Тэйтоку сочинял стихи в разных жанрах: вака (букв. японские стихи классического стиля), как их называли в отличие от стихов, написанных на китайском языке, который знали все образованные люди того времени, и кёка («безумные стихи», то есть пародийные, комические танки).
Но особенно его прославила хайкай-но рэнга. Тэйтоку создал два сборника: «Така цукуба» (яп. 鷹筑波, «Соколиная Цукуба») и «Синдзо: ину цукуба сю» (яп. 新増犬筑波集, «Новодополненная Цукуба собачьей чуши»). В этих названиях содержатся аллюзии на первую антологию классической рэнга «Цукуба-сю» (ок. 1356, сост. Нидзё Ёсимото) и «Ину Цукуба-сю» (составил Ямадзаки Сокан в первой половине XVI в., опубликована ок. 1615).
Помимо сборника стихов, собственных и своих учеников, Тэйтоку издал в 1651 г. нормативные книги для любителей жанра хайкай: «Госан» (яп. 御傘) и др. Педагогические навыки помогли ему ясно и просто объяснить каноны поэтической лексики. Он создал списки «сезонных слов». Явления природы были распределены по временам года. Луна обозначает осень: именно тогда всего прекрасней полнолуние; в других случаях дается определение: летняя луна, зимняя луна… Тэйтоку также учил поэтической эвфонии — сочетания каких слов и звуков следует избегать — и т. д.
Эти книги были самым нужным руководством для неискушенных в поэзии любителей сочинять рэнгу. Такого рода популярные пособия упрочили славу шуточной рэнги по всей стране, и в этом — главная заслуга Тэйтоку и его школы Тэймон.
Большинство стихов Тэйтоку, перегруженных каламбурами, штукарством, словесными вывертами, не пережили своего времени. Запомнились стихи более простые, изящные и легкие.

Кто повинен в том, 

Что все люди в полдень спят? 

Полная луна! 

(Перевод В. Н. Марковой) 

Они духом пали,

Что ли? Поблекла краска

На цветах персика… 

(Перевод А. Е. Белых)

Покидая луга, 

что окутаны дымкой весенней, 

гуси тянутся вдаль — 

словно им милее селенья, 

где цветов еще нет и в помине… 

(Перевод А. А. Долин)

## Влияние
При возникновении хайкай как серьезного поэтического жанра для него было характерно свободное использование так называемого хайгон, то есть разговорного стиля, составных слов, заимствованных из китайского языка, и других выражений, не допускавшихся ранее в поэтический лексикон. Однако Мацунага Тэйтоку преуспел в утверждении более консервативного и формалистического подхода к хайкай. Он выработал строгие правила их сочинения и старался придать им элегантность и эстетическое благородство придворной поэзии. После смерти Мацунага его подходу был брошен вызов более либеральной школой Данрин, возглавлявшейся Сияма Соин. Начинания Тэйтоку оказали большое влияние на творчество последующих мастеров, например, Мацуо Басё.